# 时间洞察力
时间洞察力指个体对过去、现在、未来的认知、体验和行动倾向，一般包括过去消极、过去积极、现在享乐、现在宿命、未来五个维度，这些时间维度构成独特的心理背景，对个体的思维、情感和行为产生弥漫性的影响。

## 津巴多时间洞察力量表
菲利普·津巴多和Boyd编制的津巴多时间洞察力量表（英語：Zimbardo Time Perspective Inventory, ZTPI）测量调查对象过去消极、过去积极、现在宿命、现在享乐和未来5个维度的时间洞察力，共计56个项目。回答以李克特5分制计分法，1分代表“非常符合”，5分代表“非常不符合”，其中有5个条目为逆向题，在计分时作相应的转换，计算各维度平均分（0~5），分数越高代表本维度导向越强。该量表已证明在中国大陆具有较好的信度。

## 时间洞察力与睡眠时型
睡眠时型指个体对睡眠和活动的时间偏好，一般分为清晨型、夜晚型和中间型，清晨型偏爱早睡早起，夜晚型偏爱晚睡晚起，中间型介于两者之间。夜晚型更注重当下，具有更高的现在时间洞察力，而清晨型更注重未来，具有更高的未来时间取向。
清晨型偏好早睡早起，而大多数社会机构如学校、公司也通常为“清晨型”节奏，其运行时间大多为一天的早些时候，因此清晨型的作息规律与社会整体运行时间较为一致，夜晚型则相反，相比清晨型，夜晚型具有更大的“社会时差”。为缓解“社交时差”造成的效率不佳问题，夜晚型更有可能使用咖啡、酒精、烟草等来维持足够的激活水平，这些不健康的生活方式有可能导致个体的抑郁。另外，研究也发现了清晨型，具有更高的健康状态和学业成就，这些不良后果也会增加个体的抑郁风险。
清晨型通过降低现在宿命时间洞察力和提高未来时间洞察力来降低个体的抑郁水平，而夜晚型则通过增加现在宿命时间洞察力和降低未来时间洞察力增加了个体的抑郁水平。清晨型对未来事件具有高度意义的心理表征，并相信自己的命运掌握在自己手上，因此使其能够积极应对生活中的困难；而夜晚型多认为自己对生活无能为力，采取一种放任、得过且过的态度，消极应对生活的问题，因而增加了抑郁的风险。研究表明清晨型具有更高的自我控制能力，而夜晚型则具有更多的药物滥用、酗酒等健康危险行为。

## 时间洞察力与年龄
时间洞察力会受到个体年龄的影响。